# Кул-Шаріф
Кул-Шаріф (рос. Кул-Шариф, тат. Колшәриф / Qolşärif) — мечеть у місті Казань (Татарстан, Росія). Одна із головних мечетей Татарстану. 

## Історія
Архітектурне проектування здійснював колектив архітекторів, який переміг у республіканському конкурсі на проект відродження мечеті «Кул-Шаріф», у складі Ш. Х. Латипова, М. В. Сафронова, А. Г. Саттарова, І. Ф. Сайфулліна.
Будівництво, вартість якого оцінюють на 400 млн. рублів, розпочали 1996 року. Більшість коштів надійшла з добровільних пожертв понад 40 тисяч людей і організацій. Відкриття мечеті відбулося 24 червня 2005 року до 1000-літнього ювілею міста. 

## Опис
Мечеть розташована в західній частині Казанського кремля. Культову споруду збудували подібною до давньої багатомінаретової мечеті, яку зруйнували 1552-го під час нападу на Казань військ Івана Грозного. Назва — на честь останнього імама сеїда Кул-Шаріфа, одного з керівників оборони Казані. Комплекс Кул-Шаріф складається з мечеті, музею-бібліотеки, видавничого центру та управління імама. У мечеті (справа і зліва від головної зали) є два оглядові балкони для екскурсій. Внутрішній простір розрахований на півтори тисячі вірян, на площі перед храмом можуть розміститися ще 10 тисяч.
Декорація бані за задумом, повинна викликати асоціації з шапкою Казанською — регалією московських царів, яку виготовили на честь завоювання Казанського ханства.
Художній восьмимінаретовий зовнішній вигляд є наслідком поєднання звичної архітектури мечеті з місцевими традиціями. Граніт і мармур для мечеті привезено з Уралу, килими всередині — подарунок уряду Ірану, кольорова кришталева люстра виготовлена в Чехії. Велич храму підкреслюють також вітражі, ліпнина, мозаїка та позолота.

## Галерея

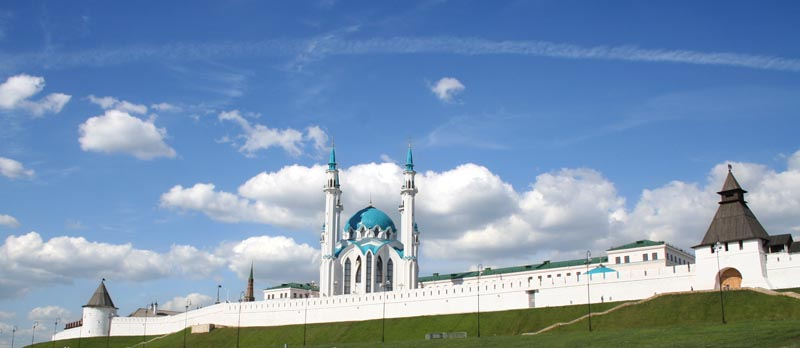
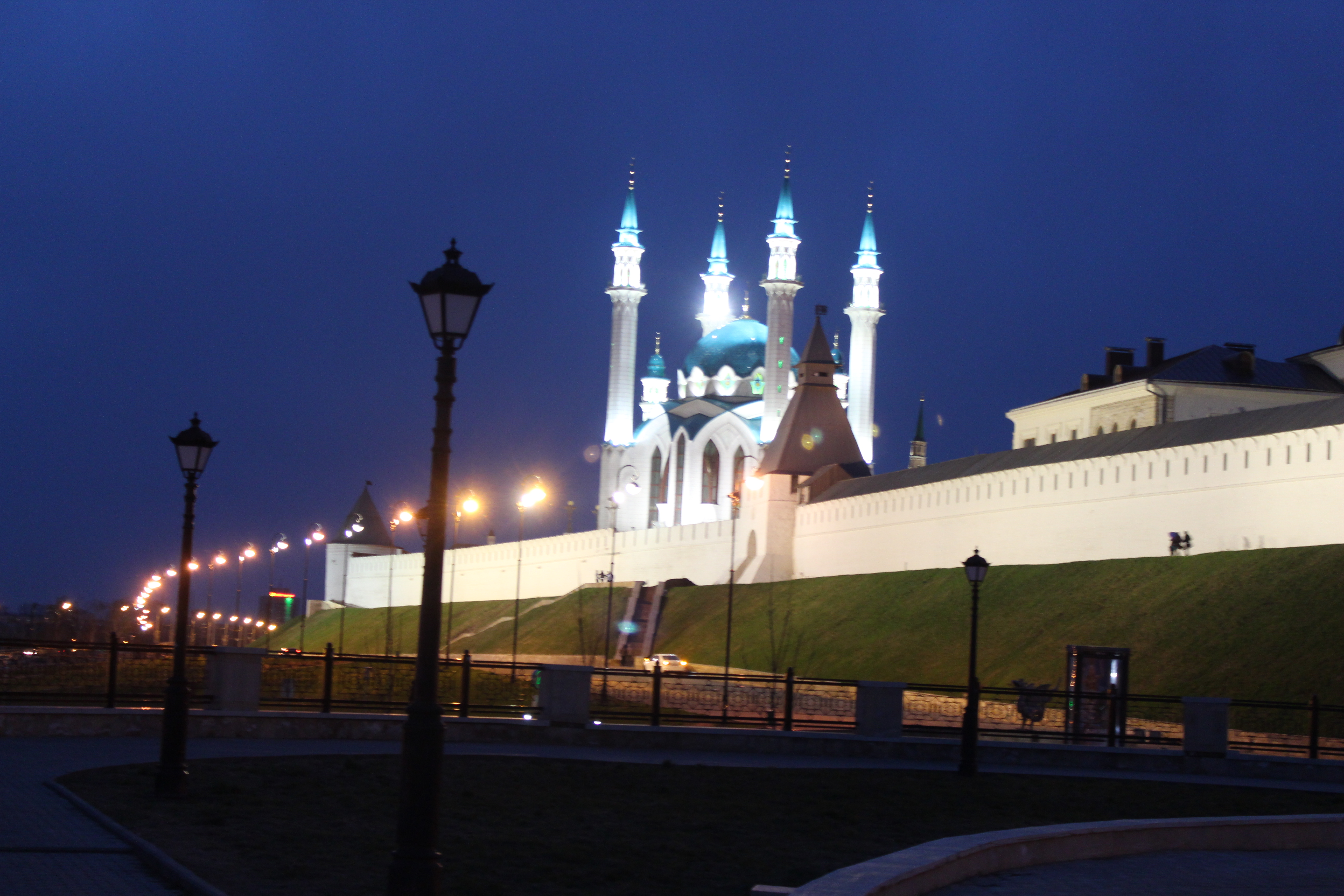
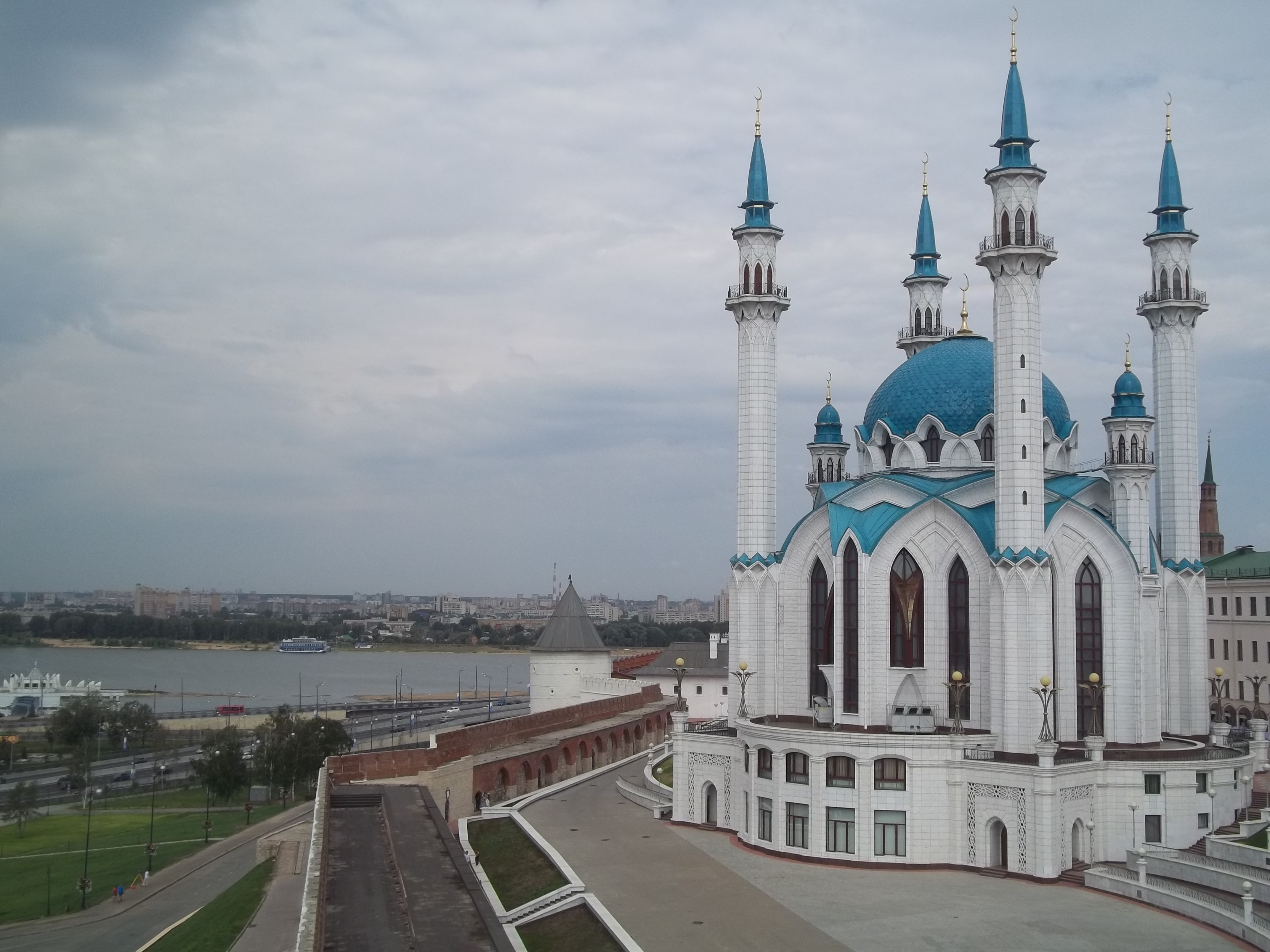